# Gabriel Bertalan
Gabriel Bertalan (1. ledna 1963 Dunajská Streda – 30. listopadu 2009 tamtéž) byl slovenský fotbalista, útočník.

## Fotbalová kariéra
Hrál za Slovan Bratislava, RH Cheb, DAC Dunajská Streda, FC Union Cheb a Bohemians Praha. V lize nastoupil ke 121 utkáním a dal 25 gólů. Za reprezentaci do 21 let nastoupil k 5 utkáním a dal 1 gól. Vítěz Slovenského a finalista Československého poháru 1983.

## Ligová bilance
| Ročník                                   | Zápasy | Góly | Klub                |
| ---------------------------------------- | ------ | ---- | ------------------- |
| 1. československá fotbalová liga 1982/83 | 15     | 1    | Slovan Bratislava   |
| 1. československá fotbalová liga 1983/84 | 12     | 2    | RH Cheb             |
| 1. československá fotbalová liga 1984/85 | 20     | 3    | RH Cheb             |
| 1. československá fotbalová liga 1986/87 | 1      | 0    | DAC Dunajská Streda |
| 1. československá fotbalová liga 1987/88 | 7      | 1    | DAC Dunajská Streda |
| 1. československá fotbalová liga 1989/90 | 27     | 7    | RH Cheb             |
| 1. československá fotbalová liga 1990/91 | 30     | 8    | SKP Union Cheb      |
| 1. československá fotbalová liga 1991/92 | 4      | 0    | SKP Union Cheb      |
| 1. československá fotbalová liga 1991/92 | 5      | 3    | Bohemians Praha     |
| CELKEM                                   | 121    | 25   |                     |